# 파 프럼 홈 (영화)
《파 프럼 홈》(영어: Far from Home: The Adventures of Yellow Dog)은 캐나다와 미국에서 제작된 필립 보서스 감독의 1995년 생존 모험 영화이다. 제시 브래드퍼드, 브루스 데이비슨, 미미 로저스 등이 출연하였고, 피터 오브라이언 등이 제작에 참여하였다.

## 출연진
- 제시 브래드퍼드 - 앵거스 매코믹 역
- 브루스 데이비슨 - 존 매코믹 역
- 미미 로저스 - 캐서린 매코믹 역
- 톰 바워 - 존 게일 역
- 조엘 파머 - 사일러스 매코믹 역
- 마고 핀리 - 세라 역

## 기타 제작진
- 배역: 린다 필립스 팔로
- 미술: 마크 S. 프리본
- 의상: 앤토니아 바던

## 우리말 녹음
KBS 성우진
- 이향숙 - 앵거스(제시 브래드퍼드)
- 김규식 - 아빠(브루스 데이비슨)
- 손정아 - 엄마(미미 로저스)
- 박영남
- 김정호
- 김창주
- 김은아
- 석원희
- 정현경